# BMW S54
Il BMW S54 è un motore a scoppio alimentato a benzina e prodotto dal 2001 al 2008 dalla casa automobilistica tedesca BMW.

## Descrizione

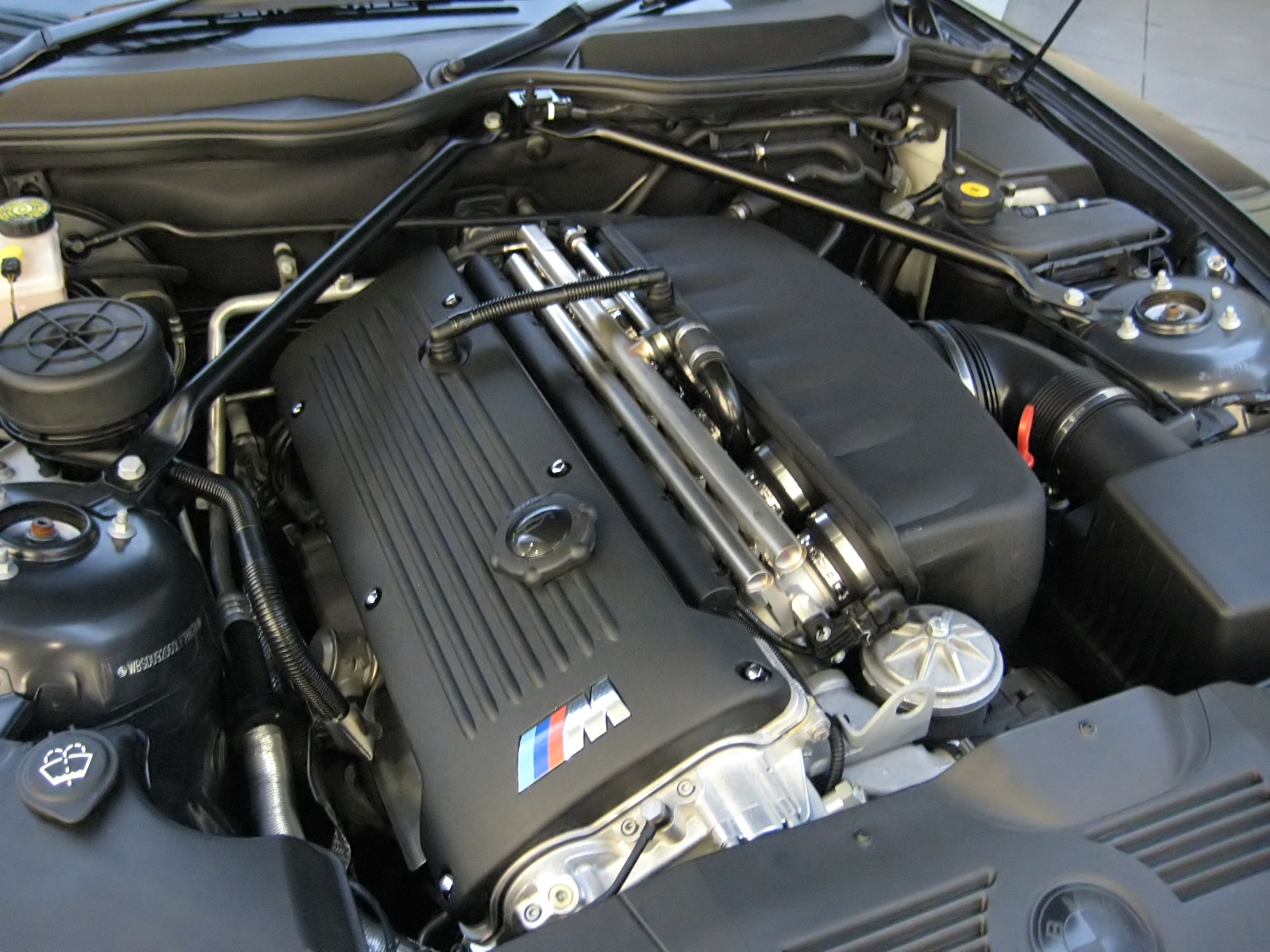
Vista del motore S54B32

Si tratta di un 6 cilindri in linea da 3.2 litri, derivante dal motore S50. Rispetto a quest'ultimo è stato ritoccato il diametro dei cilindri, portato da 86.4 ad 87 mm. Noto anche con la sigla completa di S54B32, tale motore è costituito da un monoblocco in ghisa anziché in lega di alluminio, mentre la testata è in lega leggera. Le sue dimensioni di alesaggio e corsa sono di 87x91 mm, per una cilindrata complessiva di 3246 cm³.
La potenza massima è di 343 CV a 7900 giri/min, con un picco di coppia pari a 365 Nm a 4900 giri/min. La distribuzione è a 4 valvole per cilindro, con due assi a camme in testa (architettura DOHC) e con il sistema di fasatura variabile Doppio VANOS. Le valvole sono mosse tramite punterie a pattino anziché a bicchiere. In particolare, quelle di scarico sono raffreddate al sodio per evitare un loro eccessivo surriscaldamento.
I pistoni sono rivestiti in grafite per limitare la dissipazione parziale della potenza erogata in energia termica, nonché per permettere ai pistoni stessi di reggere un aumento del rapporto di compressione. L'alimentazione ad iniezione elettronica è gestita da una centralina Siemens MS S54 dotata di microprocessore a 32 bit. Sempre a proposito dell'alimentazione, il sistema di aspirazione prevede sei tromboncini e sei corpi farfallati singoli, uno per cilindro.
Questo motore è stato montato su:
- BMW M3 E46 (2001-2006);
- BMW Z4 M Roadster e Coupé (2006-08).

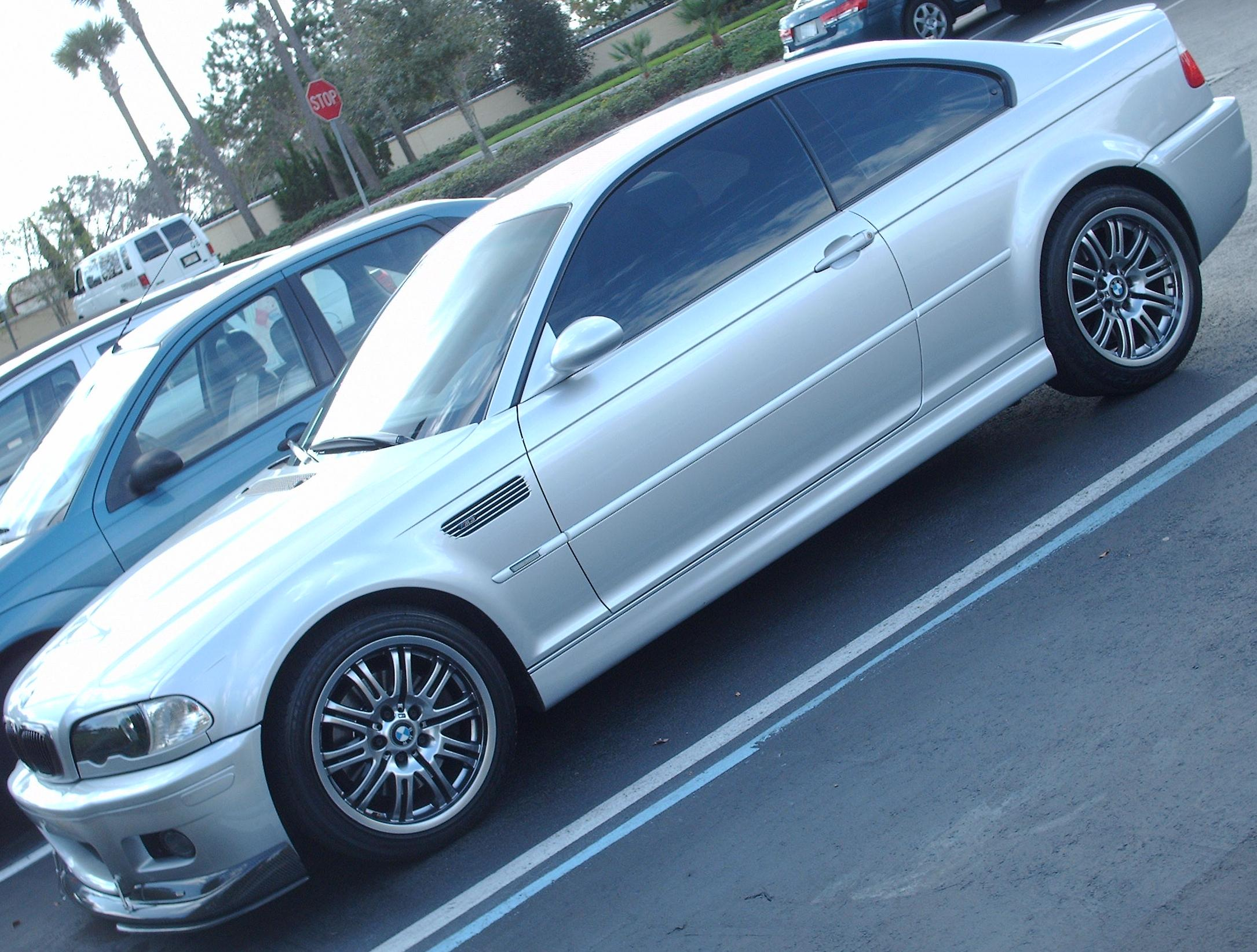
Una BMW M3 E46 dotato del motore BMW S54B32

I motori S54B32 prodotti dal 2001 al giugno 2003 hanno sofferto di un cronico problema alle bronzine, che si verificava in occasione di un utilizzo spinto del motore. La Casa tedesca, dopo aver provveduto alla sostituzione gratuita delle bronzine e dopo aver riparato ogni danno motoristico conseguente a tale difetto, ha inserito tali migliorie direttamente nella produzione del propulsore.
Nonostante tale inconveniente, il motore S54B32 ha potuto conquistare il titolo di Miglior motore dell'anno del 2001. Inoltre, nel 2002, 2003 e 2004 si è piazzato tra i migliori 10 motori in produzione.
Questo motore ha avuto anche una sua versione destinata al mercato statunitense, versione nella quale la potenza massima è stata ridotta a 333 CV, con una coppia massima di 355 N·m.
Un'altra variante ancora, questa volta presente nel mercato europeo, erogava una potenza massima di 360 CV a 7900, con una coppia massima di 370 Nm a 4900 giri/min. In questa sua nuova configurazione, tale motore (siglato S54B32HP) ha trovato posto sotto il cofano della BMW M3 CSL, prodotta in serie limitata dal 2002 al 2005.
Per finire, è esistita anche una variante depotenziata, in grado di erogare fino a 325 CV di potenza massima. Tale variante è stata montata solo ed esclusivamente sulle ultime BMW Z3 M (roadster e coupé) prodotte tra il 2001 ed il 2002.